# Mihail Georgescu
Mihail Georgescu (auch Mihai Georgescu; * 3. November 1985 in Bukarest) ist ein rumänischer Eishockeyspieler, der seit Januar 2017 erneut beim CSM Dunărea Galați in der MOL Liga spielt.

## Karriere

### Club
Mihail Georgescu begann seine Karriere in seiner Geburtsstadt bei Dinamo Bukarest. Nachdem sich die Mannschaft 2004 aus der rumänischen Eishockeyliga zurückgezogen hatte, wechselte er in die Moldauregion zu CSM Dunărea Galați. Aber bereits nach einem Jahre kehrte er in die Hauptstadt zurück und spielt seither bei Steaua Bukarest. Mit dem rumänischen Rekordmeister gewann er 2006 dessen bisher letzten Landesmeistertitel und gewann 2006, 2009 und 2012 den Pokalwettbewerb. 2008/09 und 2010 bis 2012 spielte er mit Steaua auch in der multinationalen MOL Liga. Nach knapp zwölf Jahren kehrte er nach Galați zurück und spielt dort für den CSM Dunărea in der MOL Liga.

### International
Bereits im Juniorenbereich war Georgescu bei Weltmeisterschaften aktiv: Bei der U18-Weltmeisterschaft 2001 spielte er in der Division III, 2002 und 2003 war er in der Division II aktiv. Bei den U20-Junioren begann er 2002 ebenfalls in der Division III und stand dann 2003, 2004 und 2005 in der Division II auf dem Eis.
Sein Debüt in der Herren-Nationalmannschaft gab Georgescu bei der Weltmeisterschaft 2005, als die Rumänen aus der Division I in die Division II abstiegen. Anschließend spielte er 2006 und 2017 in der Division II und 2007, 2009 und 2014 in der Division I. Außerdem stand er für seine Farben bei den Olympiaqualifikationen für die Spiele 2010 in Vancouver 2018 in Pyeongchang auf dem Eis.

## Erfolge und Auszeichnungen
- 2006 Rumänischer Meister mit dem CSA Steaua Bukarest
- 2006 Rumänischer Pokalsieger mit dem CSA Steaua Bukarest
- 2009 Rumänischer Pokalsieger mit dem CSA Steaua Bukarest
- 2012 Rumänischer Pokalsieger mit dem CSA Steaua Bukarest

### International
- 2001 Aufstieg in die Division II bei der U18-Weltmeisterschaft der Division III
- 2002 Aufstieg in die Division II bei der U18-Weltmeisterschaft der Division III
- 2003 Aufstieg in die Division I bei der U18-Weltmeisterschaft der Division II, Gruppe B
- 2006 Aufstieg in die Division I bei der Weltmeisterschaft der Division II, Gruppa A
- 2017 Aufstieg in die Division I, Gruppe B, bei der Weltmeisterschaft der Division II, Gruppe A

## MOL-Liga-Statistik
(Stand: Ende der Saison 2016/17)